# Alexandros Vasilakis
Alexandros Vasilakis (griechisch Αλέξανδρος Βασιλάκης, * 8. August 1979 in Korfu) ist ein griechischer Handballtrainer und ehemaliger Handballspieler.

## Karriere
Alexandros Vasilakis spielte in seiner Heimat bei Doukas Athen. 2003 wechselte er nach Deutschland zum Bundesligisten Wilhelmshavener HV. 2005 schloss er sich der HSG Düsseldorf an; dort war er in der Saison 2006/07 mit 206 Treffern bester Feldtorschütze der Bundesliga.  Nachdem der 2,00 Meter große Rückraumspieler von 2007 bis 2009 für die SC Magdeburg Gladiators auflief, wechselte er zur MT Melsungen. Als Vasilakis dort im März 2013 freigestellt wurde, schloss er sich dem französischen Verein Fenix Toulouse Handball an. Im Juni 2013 unterschrieb er einen Vertrag beim Ligarivalen Pays d’Aix UC. Von dort wechselte er im Februar 2014 zum katarischen Verein al-Quiyada. Im September 2014 kehrte er nach Deutschland zurück und unterschrieb beim HBW Balingen-Weilstetten einen Vertrag bis zum Ende der Saison 2014/15. Im Sommer 2016 schloss er sich dem luxemburgischen Verein HB Esch an. Mit HB Esch gewann er 2017 und 2019 sowohl die luxemburgische Meisterschaft als auch den luxemburgischen Pokal. Anschließend beendete er seine Karriere.
Vasilakis spielte auch für die Griechische Handballnationalmannschaft. Mit dem griechischen Team belegte er den sechsten Platz bei den Olympischen Spielen 2004 in Athen.
Vasilakis gehört mit 1586 Toren zu den 30 besten Torschützen der Bundesliga-Geschichte.
Nachdem er 2019 seine Laufbahn bereits beendet hatte, kehrte er ein Jahr darauf beim HB Mersch 75 aufs Feld zurück. Seit 2021 ist er dort Spielertrainer.